# Иллази
Иллази (итал. Illasi) — коммуна в Италии, располагается в провинции Верона области Венеция.
Население составляет 5112 человека (на 2004 г.), плотность населения составляет 194 чел./км². Занимает площадь 25,04 км². Почтовый индекс — 37031. Телефонный код — 045.
Покровителем коммуны почитается святой апостол Варфоломей. Праздник ежегодно празднуется 24 августа.

## Города-побратимы
- Вёрт-ан-дер-Изар, Германия (2001)